# Aridius vannidecki
Aridius vannidecki är en skalbaggsart som först beskrevs av Rücker 2000.  Aridius vannidecki ingår i släktet Aridius, och familjen mögelbaggar. Arten förekommer tillfälligt i Sverige, men reproducerar sig inte.